# Colomby-Anguerny
Colomby-Anguerny – gmina we Francji, w regionie Normandia, w departamencie Calvados. Została utworzona 1 stycznia 2016 roku z połączenia dwóch wcześniejszych gmin: Anguerny oraz Colomby-sur-Thaon. Siedzibą gminy została miejscowość Anguerny. W 2013 roku populacja wyżej wymienionych gmin wynosiła 1145 mieszkańców.